# Веселі маленькі ельфи
«Веселі маленькі ельфи» (англ. «Jolly Little Elves») —  американський анімаційний короткометражний мультфільм Волтера Ланца. Мультфільм був номінований на премію «Оскар» за найкращий анімаційний короткометражний фільм.

## Сюжет
Екранізація казки братів Грімм про те, як до бідного чоботаря і його дружини через вікно попав маленький ельф, замерзлий і голодний. Чоботар розділив з ним останню булочку, що в нього була, а ельф подякував йому, покликавши своїх друзів на допомогу старому.